# Herbert Erhardt
Herbert Erhardt (Fürth, 6 de julho de 1930 — Fürth, 3 de julho de 2010) foi um futebolista alemão-ocidental, que atuava como defensor.  

## Carreira
Jogou na posição de zagueiro e defendeu em sua carreira as equipes do SpVgg Greuther Fürth e Bayern de Munique.
Pela Seleção da Alemanha Ocidental, integrou o elenco campeão de seu país na Copa do Mundo de 1954, mas não disputou nenhuma partida. Entretanto, participou como titular na Suécia em 1958 e no Chile em 1962.